# Léon Bertrand (homme politique)
Pour les articles homonymes, voir Bertrand et Léon Bertrand.
Léon Bertrand, né le 11 mai 1951 à Saint-Laurent-du-Maroni (Guyane), est un homme politique français.
De 1988 à 2002, il est député français pour la Guyane. Il est ensuite, entre 2002 et 2007, secrétaire d'État puis ministre du Tourisme sous la présidence de Jacques Chirac.
Il est condamné en 2017 à trois ans de prison ferme pour corruption passive et favoritisme dans le cadre de marchés publics. Il est également condamné en 2018, dans une autre affaire, pour abus de biens sociaux.

## Biographie

### Origines
Léon Bertrand est « né sur les bords du Maroni, en Guyane, département français d'Amazonie situé à 7 000 kilomètres de Paris. Il est petit-fils d'un bagnard d'origine vendéenne ayant épousé une femme noire à sa libération et le fils d'un père créole et d'une mère amérindienne du Surinam ».

### Parcours politique
Professeur de sciences physiques et naturelles, il est maire de Saint-Laurent du 13 mars 1983 au 25 septembre 2018.
Membre de l'UMP, après avoir été membre du RPR, et proche de Jacques Chirac, ce dernier — après sa victoire à l'élection présidentielle de 2002 — le nomme secrétaire d'État puis ministre délégué au Tourisme, poste qu'il occupe jusqu'au 15 mai 2007.
Candidat à sa réélection comme député dans la 2e circonscription de la Guyane en juin 2007, Léon Bertrand (UMP), qui a pourtant été élu sans discontinuer depuis 1988, est battu par Chantal Berthelot (Parti socialiste guyanais) par 52,9 % contre 47,1 %. En mars 2008, il est cependant réélu maire de Saint-Laurent-du-Maroni dès le premier tour avec 62,44 % des voix.
Il est nommé, en 2008, inspecteur général de l'Éducation nationale au 5e tour par Nicolas Sarkozy, président de la République. Il fait valoir ses droits à la retraite en 2010. Cette demande de mise à la retraite coïncide avec un rapport de la Cour des comptes qui pointe du doigt « des traces matérielles minimes » prouvant son activité effective, soit « "une dizaine de réunions" pour toute trace de son activité d’Inspecteur général »

### Affaires judiciaires
Mis en examen pour délit de favoritisme et corruption passive, il est placé en détention provisoire au centre pénitentiaire de Ducos (Martinique) le 26 novembre 2009, après avoir été en garde à vue à Cayenne. Il est soupçonné d'irrégularités dans les conditions d'attribution de marchés publics au sein de la communauté de communes de l'Ouest guyanais. Il est libéré le 12 mars 2010 et placé alors sous contrôle judiciaire. Fin septembre 2010, il réclame l'annulation de son procès, expliquant que les policiers qui l'ont interrogé « ont cru devoir porter des jugements de valeur particulièrement déplaisants », comme : « Comment un ancien ministre peut s'acheter l'année dernière une Jaguar de 120 000 euros et ne pas s'acquitter de ses dettes fiscales ? Est-ce que vos caprices personnels passent avant vos devoirs de citoyen ? », ou encore « Pensez-vous qu'il est normal que le maire d'une ville dont beaucoup d'administrés vivent dans la misère, s'achète des véhicules de luxe et ne paye pas ses impôts. »  

Le 14 mars 2010, soit quarante-huit heures après sa libération, la liste divers-droite menée par Roger Arel, sur laquelle il figure en troisième position, n'obtient que 4,24 % au premier tour des élections régionales.
Léon Bertrand est condamné en juillet 2013, par le tribunal correctionnel de Fort-de-France, à une peine de trois ans de prison, à une amende de 150 000 euros et à la privation de ses droits civiques pour cinq ans. Il fait aussitôt appel. Le 2 octobre 2014, Léon Bertrand est condamné, en appel, à 20 mois de prison dont 16 fermes ainsi que de deux ans de privation de droits civiques, civils et de famille ainsi que de 80 000 euros d'amende.
Le 12 juillet 2016, la Cour de cassation rejette son recours dans le cadre de sa condamnation pour corruption passive et atteinte à la liberté d'accès ou à l'égalité des candidats dans les marchés publics, mais demande qu'il soit à nouveau statué sur leur peine, la Cour d'appel ayant omis de s'expliquer sur l'aménagement de la peine d’emprisonnement. Le 7 mars 2017, la cour d'appel de Basse-Terre le condamne à trois ans de prison ferme assorti d'un mandat de dépôt. Néanmoins, Léon Bertrand se pourvoit en cassation. Il reste donc libre, sa peine n'étant pas définitive.
Dans une autre affaire, en mai 2016, Léon Bertrand est condamné en appel à 18 mois de prison ferme et 100 000 euros d'amende pour complicité d'abus de biens sociaux. Le 13 décembre 2018, après que la Cour de cassation a demandé un nouveau jugement, la cour d'appel de Cayenne le condamne à nouveau à 18 mois d'emprisonnement ferme, 100 000 euros d'amende mais aussi à cinq ans d'inéligibilité.

## Synthèse des fonctions et mandats
- 1982 - 1988 : conseiller général de la Guyane (canton de Saint-Laurent-du-Maroni)
- 1983 - 2018 : maire de Saint-Laurent-du-Maroni
- 1983 - 2004 : conseiller régional de Guyane
- 1987 - 2002 : président du Conseil d'administration de la Société Immobilière de Guyane (SIGUY)
- 1988 - 2002 : député RPR puis UMP pour la 2e circonscription de la Guyane
- 1989 - 2002 : président du Conseil d'administration de la Société d'économie mixte du Nord-Ouest de la Guyane (SENOG)
- depuis 1993 : président du Conseil d’administration du centre hospitalier de Saint-Laurent-du-Maroni
- 2001 - 2018 : président de la communauté de communes de l'Ouest guyanais (CCOG)
- 2002 - 2004 : secrétaire d’État au Tourisme auprès du Ministre de l'Équipement, des Transports, du Logement, du Tourisme et de la Mer
- 2004 - 2007 : ministre délégué au Tourisme auprès du Ministre des Transports, de l'Équipement, du Tourisme et de la Mer

## Décorations
- médaille de la République orientale de l'Uruguay[9]